# Arriaca
Arriaca topónimo de origen carpetano de la península ibérica dentro de la Hispania Cartaginense . En el siglo III aparece relacionada en el Itinerario Antonino A-24 y en el Itinerario Antonino A-25 encabezado con el título de Alio itinere ab Emerita Cesaragustam 369 que significa Otro camino de Mérida a Zaragoza, 369 millas,  entre las plazas de Complutum y Caesada. 
En la Hispania romana estuvo comprendida dentro de la provincia Carthaginense. Se suele situar como origen de la actual Guadalajara (España); sin embargo, no hay constancia arqueológica de Arriaca ni de ningún otro asentamiento fijo cerca de la ciudad, por lo que poco se puede aportar sobre el origen de Guadalajara en Arriaca.

## Toponimia
Clara palabra de origen ibero, con el mismo significado que el ibero actualmente hablado o vascón "arriaga", pedregal.
Se ha tratado de traducir este topónimo en consonancia con la traducción de wād al-ḥaŷara y a través bien de la similitud del ibero con el euskera, bien por su posible origen vascón. Atendiendo a ello, Arriaca se ha traducido como "río de piedras" o "camino de piedras", visto que harri significa "piedra" en euskera y harrikada, "pedrada".